# Hitzhofen
Hitzhofen è un comune tedesco di 2 781 abitanti, situato nel land della Baviera.